# Галкин, Евгений Владимирович (хоккеист)
Евгений Владимирович Га́лкин (27 ноября 1975, Челябинск, СССР) — российский хоккеист, игравший на позиции правого нападающего. Тренер.

## Карьера
Воспитанник школы челябинского «Трактора». Дебютировал в команде мастеров в возрасте 20 лет. Сразу закрепился в основном составе. После вылета «Трактора» из суперлиги перешёл в клуб «Мечел». Один сезон провел в клубе «Молот-Прикамье».
В 2002 году Галкин попытался подписать контракт с уфимским «Салаватом Юлаевым», но прошёл всю предсезонную подготовку и вернулся в Челябинск. С 2005 по 2011 год играл в родном клубе, после чего принял решение завершить профессиональную карьеру. Затем работал тренером в школе «Трактора» (с командой 1995 г.р.). В сезоне 2012/13 ненадолго возобновил игровую карьеру (в составе команды РХЛ «Славутич»).
С 1 марта 2013 года по 1 апреля 2014 года — главный тренер команды ВХЛ «Челмет».
С 21 апреля — главный тренер команды ВХЛ «Спутник».

## Достижения
- Победитель высшей лиги чемпионата России: 2004 («Молот-Прикамье»), 2006 («Трактор»)